# فرنسيس كونور
فرنسيس كونور (بالإنجليزية: Francis Connor)‏ هو سياسي أسترالي، ولد في 1857 في نيوري في المملكة المتحدة، وتوفي في 24 أغسطس 1916 في أستراليا. حزبياً، نشط في مستقل. وقد انتخب عضو الجمعية التشريعية لأستراليا الغربية.